# Easy (Sugababes)
Easy is van de twee liederen van het album Overloaded: The Singles Collection van de Sugababes. Hoewel Jason Pebworth en George Astasio samen oorspronkelijk de liedjes schreven, droegen Amelle Berrabah en Keisha Buchanan ook eigen ideeën bij. Uiteindelijk veranderden delen van de teksten en de melodieën, door het toevoegen van een tweede vers en het refrein. Wegens erge tijdsdruk werden de meeste vocals afzonderlijk ingezongen. Amelle Berrabah beschreef Easy als een vrij sexy lied.
In het Verenigd Koninkrijk werden 36.400 exemplaren van het lied verkocht. Het lied maakte zijn première op Scott Mills' Radio 1 van de BBC in Engeland. De videoclip voor "Easy" werd geregisseerd door de onlangs overleden Tim Royes (hij deed ook de clip voor het lied "Red Dress"). De video werd als eerste in Engeland gelanceerd in de week van 2 oktober in 2006. In de clip zijn de meisjes gekleed in latexoutfits, elk op verschillende plaatsen in een openbaar toilet. Amelle staat bij de handdrogers, Heidi staat, met rood geverfd haar, bij de gootstenen en Keisha ligt. Wanneer het refrein wordt gezongen zijn ze in aangrenzende hokjes te zien. In het midden van de clip zijn de meisjes in een ruimte met een rood gordijn als achtergrond in verschillend Griekse kostuums te zien.

## Uitgaven
Britse CD1
- Easy - 3:40
- Shake It - 5:11

Britse CD2
- Easy - 3:40
- Easy [Seamus Haji & Paul Emanuel Remix] - 5:29
- Easy [Seamus Haji & Paul Emanuel Dubstrumental] - 5:29
- Hole in the Head" [Live bij het "V Festival"] - 4:55

Britse digitale uitgave
- Easy [Brio Alternative Remix]
- Easy [Ultrabeat Remix]